# 月光騎士 (電視劇)
《月光騎士》（英語：Moon Knight）是一部美國劇情超級英雄類型的網路影集，改編自漫威漫畫的同名角色。影集是漫威影業開發製作的漫威電影宇宙的第6部電視劇作品，與漫威電影宇宙系列電影處於同一架空世界和共同世界，於線上串流媒體平台Disney+首播。影集由傑瑞米·史列特擔當首席編劇，穆罕默德·迪亞布、賈斯汀·班森和亞倫·穆赫德執導影集。
奧斯卡·伊薩克出演標題角色「月光騎士」馬克·史貝克特，主演還包括梅·卡拉美维、卡里姆·艾爾·哈基姆（Karim El Hakim）、F·莫瑞·亞伯拉罕、伊森·霍克、安·阿金吉林（Ann Akinjirin）、大衛·甘利（David Ganly）、卡里德·阿布達拉、加斯帕德·尤利爾、安東尼婭·薩利布（Antonia Salib）、費爾南達·安德拉德、雷·盧卡斯（Rey Lucas）、索菲婭·達努（Sofia Danu）和莎芭·穆巴拉克。2019年11月，漫威確定由傑瑞米·史列特擔當首席編劇。2020年10月，奧斯卡·伊薩克與漫威進入商談階段，有望出演「月光騎士」馬克·史貝克特。同月，穆罕默德·迪亞布確定執導其中數集。2021年1月，奧斯卡·伊薩克確定出演標題角色，賈斯汀·班森和亞倫·穆赫德確定執導數集。主體拍攝於2021年4月在匈牙利的布達佩斯開機，隨後移至約旦、斯洛維尼亞和美國喬治亞州的亞特蘭大繼續拍攝，主體拍攝於2021年10月殺青。
《月光騎士》於2022年3月30日開播，2022年5月4日完結，共6集。《月光騎士》屬於漫威電影宇宙第四階段。

## 概要
個性溫和的史蒂芬·葛蘭特是禮品店員工。他的腦袋忽然經常「斷片」，而且被另一個人的記憶所擾。他發現自己罹患解離性身分障礙，並與傭兵馬克·史貝克特共用一個身體。當敵人找上他們，兩人必須一邊駕馭這種複雜的身分，一邊面對有關埃及強大神明的致命謎團。

## 演員與角色
- 奧斯卡·伊薩克 飾演

- 馬克·史貝克特／月光騎士（Marc Spector / Moon Knight）

一名猶太裔美國海軍陸戰隊的退役士兵，現在為一名僱傭兵，在死後被埃及月亮之神孔蘇發現，成為孔蘇的化身與意志代理人，負責保護弱小並讓凌弱之人受到孔蘇的正義制裁。奧斯卡·伊薩克稱馬克·史貝克特為一名「刻意疏遠他人的芝加哥人」，漫威影業總裁凱文·費吉稱該角色擅長近身搏鬥，行事風格殘忍的動作英雄。並稱影集不會迴避該角色展現出的暴力元素。史貝克特具有解離性身分疾患，他的不同身份擁有性格迥異的人格。卡洛斯·桑切斯（Carlos Sanchez）飾演幼年時期的史貝特，大衛·傑克·羅德里格斯（David Jake Rodriguez）飾演青少年時期的史貝特。
- 史蒂芬·葛蘭特／騎士先生（Steven Grant / Mr. Knight）

史貝克特的另一個人格，一名溫文儒雅的博物館禮品店店員，長期遭受睡眠障礙困擾，甚至分不清夢境與現實。其後他發現自己的「夢境」根本不是夢境，某天察覺到史貝克特的存在，被捲入史貝克特與亞瑟·哈羅的爭鬥之中，因哈羅的邪惡目的而拒絕屈服於哈羅，其後成為孔蘇的化身騎士先生:6–7。伊薩克在飾演不同人格時使用不同的口音，飾演馬克·史貝克特時使用美國口音，飾演史蒂芬·葛蘭特時使用英國口音，借鑒了位於倫敦恩菲爾德鎮猶太社區口音以及眾多英國喜劇演員的表演風格，例如在英國喜劇旅遊電視節目《阿卡出國去》的主演卡爾·皮金頓以及彼得·塞勒斯。
- 傑克·洛克利（Jake Lockley）

史貝克特的另一個人格，一名禮車司機，有著粗糙的紐約口音，性情兇殘，成為孔蘇的新化身。
- 梅·卡拉美维 飾演 蕾拉·埃富里／猩紅聖甲蟲（英语：Layla El-Faouly）

一名考古學家和冒險家，馬克·史貝克特的妻子，後成為埃及女神塔威蕾的化身。
- 卡里姆·艾爾·哈基姆（Karim El Hakim）和F·莫瑞·亞伯拉罕 飾演/聲演 孔蘇（英语：Khonshu (Marvel Comics)）

埃及月亮之神，角色原型為埃及同名神明孔蘇。哈基姆擔當該角色的形態演員，亞伯拉罕為該角色配音。
- 伊森·霍克 飾演 亞瑟·哈羅（英语：Arthur Harrow）

宗教狂熱分子，邪教首領，埃及神明阿米特的信徒:54，孔蘇的上一任化身。將月光騎士視為他「治愈世界」的阻礙，企圖引誘史貝克特接受內心黑暗面。伊森·霍克稱該角色的創作靈感源自大衛教派的領袖大衛·考雷什、心理學家卡爾·榮格、古巴革命領袖菲德爾·卡斯特羅、達賴喇嘛、作家列夫·托爾斯泰、五旬節運動領導者之一電視佈道者吉米·斯瓦加、德國納粹黨衛隊軍官和醫生約瑟夫·門格勒以及1975年電影《飛越杜鵑窩》中的知名角色拉契特護士:3:03。
- 安·阿金吉林（Ann Akinjirin） 飾演 芭比·甘迺迪（Bobbi Kennedy）

警察，比利的搭檔，哈羅邪教的信徒。
- 大衛·甘利（David Ganly） 飾演 比利·費茲謝洛（Billy Fitzgerald）

警察，芭比的搭檔，哈羅邪教的信徒。
- 卡里德·阿布達拉（英语：Khalid Abdalla） 飾演 塞利姆（Selim）

埃及神明歐西里斯的化身，九柱神議會的首領。
- 加斯帕德·尤利爾 飾演 安東·莫加特（英语：Midnight Man (comics)）

埃及富有的古董收藏家，蕾拉的朋友，該角色的漫畫原型為專門竊取藝術品和珠寶的大盜。
- 安東妮亞·薩利布（Antonia Salib） 飾演 塔威蕾（Taweret）

長著河馬頭的神祗，埃及分娩和生育女神，保佑孕婦和新生兒。薩利布為該角色配音並採用動作捕捉技術擔當該角色的形態演員。
- 費爾南達·安德拉德（英语：Fernanda Andrade） 飾演 溫蒂·史貝克特（Wendy Spector）

馬克·史貝克特的母親，埃利亞斯的妻子。
- 雷·盧卡斯（Rey Lucas） 飾演 埃利亞斯·史貝克特（Elias Spector）

馬克·史貝克特的父親，溫蒂的丈夫。
- 索菲婭·達努（Sofia Danu）和莎芭·穆巴拉克（英语：Saba Mubarak） 飾演/聲演 阿米特（Ammit）

被囚禁的埃及女神，受到亞瑟·哈羅的信奉。達努擔當該角色的形態演員，穆巴拉克為該角色配音。
露西·薩克雷（Lucy Thackeray）、莎芙蓉·霍金（Saffron Hocking）和亞歷山大·柯布（Alexander Cobb）分別飾演史蒂芬·葛蘭特的同事唐娜（Donna）、戴倫（Dylan）和。肖恩·史考特飾演街頭藝術活雕像表演者卡勞利（Crawley）。黛安娜·貝穆德斯（Díana Bermudez）飾演埃及音樂與愛的女神哈索爾的化身葉琪（Yatzil）。洛伊克·馬班扎飾演安東·莫加特的保鏢貝克（Bek）。克勞迪奧·法比安·孔特雷拉斯（Claudio Fabian Contreras）飾演馬克·史貝克特的弟弟藍道·史貝克特。

## 集數
| 集數 | 標題 | 譯名          | 導演                     | 編劇                                                                                       | 上線日期      |
| --- | ---- | ------------- | ------------------------ | ------------------------------------------------------------------------------------------ | ------------- |
| 1 |      |               | 穆罕默德·迪亞布          | 傑瑞米·史列特                                                                              | 2022年3月30日 |
| 史蒂芬·葛蘭特是英國倫敦一家博物館的禮品店的店員，他時常突然產生自己經歷另一種完全不同生活的記憶。2025年的某晚，他發覺自己在中阿爾卑斯山脈附近一處完全陌生的城鎮郊外醒來。葛蘭特在城內目睹亞瑟·哈羅正在對民眾傳教。哈羅見到葛蘭特，將他誤認作他人，稱他是僱傭兵，要求他交出口袋中的聖甲蟲。葛蘭特耳旁響起一個神秘聲音，並且他的身體遭遇神秘力量，阻止他交出聖甲蟲。隨後，葛蘭特的意識出現斷片現象，身體短暫被另一個人格控制，擊敗試圖圍攻他的教徒。葛蘭特在家中醒來，發現已經睡了整整兩天，錯過了與新結識的女子的約會。他回到家中，在牆壁的夾縫內發現一個隱藏的電話和一張鑰匙卡。一名自稱蕾拉的神秘女子打來電話，稱葛蘭特為馬克。轉天之後，葛蘭特在工作的博物館內見到哈羅，哈羅稱自己是埃及神明阿米特的信徒，希望藉助聖甲蟲的力量幫助阿米特重獲自由。當晚，葛蘭特在博物館遭到一隻與阿努比斯相關的胡狼怪物襲擊。危急之際，他在鏡子中見到自己的另一個人格。葛蘭特暫時將身體交由對方控制，變身成為身著白色繃帶戰衣的騎士殺死怪物。 |      |               |                          |                                                                                            |               |
| 2 |      |  | 賈斯汀·班森＆亞倫·穆赫德 | 麥可·卡斯特林                                                                              | 2022年4月6日  |
| 轉天清晨，葛蘭特回到博物館，在監控影像中看不到昨晚出現的胡狼怪物。葛蘭特因損壞設施被博物館解僱。他通過鑰匙卡找到馬克的寄存倉庫，在其中發現武器、護照、大量金錢和聖甲蟲。葛蘭特的另一個人格是馬克·史貝克特，一名美國僱傭兵，也是現任孔蘇的化身。史貝克特試圖說服葛蘭特讓他恢復對身體的控制，遭到葛蘭特的拒絕。孔蘇現身追趕葛蘭特。葛蘭特被蕾拉·埃富里解救。蕾拉是史貝克特的妻子，此前並不知道葛蘭特的存在。蕾拉向葛蘭特解釋，她曾與史貝克特一起尋找聖甲蟲。葛蘭特被兩名警察逮捕。兩人是哈羅的信徒，將葛蘭特帶至哈羅的領地。哈羅自稱是孔蘇的前任化身，他選擇離開孔蘇，追隨另一名神明阿米特。哈羅希望在聖甲蟲的引領下，找到阿米特的陵墓，將她復活。屆時，阿米特將審判所有已經犯下或將要犯下罪惡的眾人，從而根除邪惡。蕾拉帶著聖甲蟲救援葛蘭特。哈羅召喚另一隻胡狼怪物追趕他們。葛蘭特設法召喚出一套類似於史貝克特的魔法戰服對戰怪物。葛蘭特不敵對方，史貝克特控制身體殺死怪物。他在打鬥之際將聖甲蟲遺失，被哈羅拾獲。史貝克特為彌補過失，向孔蘇承諾在哈羅之前找到阿米特的陵墓，孔蘇便將史貝克特傳送至埃及。 |      |               |                          |                                                                                            |               |
| 3 |      |  | 穆罕默德·迪亞布          | 博·德梅悠和彼得·卡麥隆＆薩比爾·皮札達                                                      | 2022年4月13日 |
| 在聖甲蟲的指引下，哈羅及其信徒找到阿米特陵墓的埋藏地點。史貝克特和葛蘭特兩個人格均希望控制身體，他們不斷更換主導權的同時，在開羅企圖從哈羅的信徒口中打聽到他的下落，以失敗告終。孔蘇冒險利用神力引發日食，逼迫九柱神召開議會審判哈羅。審判會在吉薩大金字塔內舉行，史貝克特作為孔蘇的化身指控哈羅企圖復活阿米特。哈羅在議會上否認孔蘇的指控，並稱孔蘇一直利用史貝克特的多重人格缺陷控制他。會議首領歐西里斯等諸神聽信哈羅的辯詞，認為孔蘇在誣陷他人。眾神釋放哈羅，並警告孔蘇，若他再在世人面前濫用神力，將把他囚禁。音樂與愛的女神哈索爾的化身葉琪暗中告知史貝克特，可以通過法老侍衛山福的記錄檔案找到阿米特陵墓的位置。史貝克特在集市上遇到蕾拉，她稱古董收藏家朋友安東·莫加特藏有山福的石棺。史貝克特召喚出葛蘭特研究石棺旁的記錄布帛，但之後被安東的手下包圍，哈羅也隨後趕到，並當面摧毀石棺。史貝克特和蕾拉聯手擊敗莫加特的幫眾，帶走石棺的剩餘碎片後驅車逃進沙漠之中。葛蘭特將碎片布帛拼接成約為兩千年前的星象圖。孔蘇使用神力將天空星象短暫撥回至當時時刻，葛蘭特和蕾拉參照布帛找到阿米特陵墓的確切地點。孔蘇因濫用神力而被眾神囚禁於巫沙布提俑之內，被囚前要求葛蘭特告訴史貝克特去拯救自己。 |      |               |                          |                                                                                            |               |
| 4 |      |  | 賈斯汀·班森＆亞倫·穆赫德 | 艾力克斯·梅尼漢和彼得·卡麥隆＆薩比爾·皮札達                                                | 2022年4月20日 |
| 塞利姆將囚禁孔蘇的巫沙布提俑與囚禁其他神明的提俑放置在一起。葛蘭特和蕾拉擊退追趕而來的莫加特幫眾。儘管在孔蘇被囚禁之後，葛蘭特與史貝克特均失去超能力，他仍然決定與蕾拉同去追蹤哈羅，尋找囚禁阿米特的巫沙布提俑。葛蘭特不願再將身體交由史貝克特控制，並告訴蕾拉，史貝克特是為了保護她不受孔蘇控制才故意疏遠她。葛蘭特與蕾拉找到哈羅及其信徒的挖掘地點，進入陵墓。兩人發現陵墓是根據荷魯斯之眼設計而成的迷宮，他們還見到哈羅的許多信徒被守墓的古埃及祭司殺死。為躲避祭司的攻擊，葛蘭特和蕾拉分頭行動。蕾拉設法殺死追趕的祭司，遇到等候在此的哈羅。哈羅稱史貝克特是殺死蕾拉的父親考古學家阿布杜拉·埃富里的僱傭兵之一。葛蘭特發現陵墓的主人是亞歷山大大帝，他是阿米特被囚禁之前的最後一個化身。葛蘭特在亞歷山大大帝木乃伊食道內找到囚禁阿米特的巫沙布提俑。蕾拉與葛蘭特會合，向史貝克特質問關於父親死亡的真相。史貝克特稱是他的搭檔殺死了蕾拉的父親以及在場的其他人。他自己也被殺死，之後才被孔蘇復活，成為孔蘇的化身。哈羅率領信徒趕到，史貝克特為掩護蕾拉帶著巫沙布提俑逃走，被哈羅開槍擊倒，墜入水中。史貝克特在精神病院中醒來，發現治療自己的醫師是哈羅。史貝克特企圖逃離此處，途中遇到被困在石棺內的葛蘭特。兩人均擁有了獨立的身體，他們在繼續逃離途中還看到另有他人被困於石棺之中。隨後，他們正面遭遇一個長著河馬頭的神祗。 |      |               |                          |                                                                                            |               |
| 5 |      | 精神病院      | 穆罕默德·迪亞布          | 蕾貝卡·克希和馬修·歐頓                                                                     | 2022年4月27日 |
| 史貝克特的精神世界在兩個完全不同的場景之間來回切換：一是在精神病院與治療醫師「哈羅」談話，二是與葛蘭特共同面對長著河馬頭的神祗塔威蕾，她是埃及分娩和生育女神。塔威蕾稱兩人已經死亡，當前身處古埃及冥界杜埃之中，「精神病院」其實是一艘正在駛向蘆葦平原「雅盧」的駁船，雅盧為古埃及的天國樂園。塔威蕾將兩人的心臟放在正義天秤的一側，另一側放上羽毛砝碼。如果天秤達到平衡，死者的靈魂便可進入雅盧，否則將被拋下駁船。塔威蕾發現心臟並不完整，建議兩人尋找內心中的隱藏記憶，設法使天秤平衡。葛蘭特見到被史貝克特殺害的大量罪犯，並目睹幼年時期的史貝克特無意之中導致弟弟藍道·史貝克特溺水而亡。母親溫蒂因此時常遷怒於他。葛蘭特還見到史貝克特作為僱傭兵執行任務時，被貪心的同伴勞爾‧布什曼槍擊，瀕臨死亡。他隨後被孔蘇復活，成為孔蘇的化身月光騎士。塔威蕾見到許多靈魂正在接受審判。史貝克特和葛蘭特說服塔威蕾幫助他們回到現實世界來阻止哈羅，調轉船頭前往歐西里斯之門。史貝克特向葛蘭特坦承隱秘，幼年時遭受母親虐待的他為迴避現實，創造出另一個人格葛蘭特。葛蘭特因此得知自己不是主人格，而且母親早已死亡。兩人和解之後，天秤仍然無法平衡。駁船遭到冥界中的鬼魂攻擊。兩人聯手擊退鬼魂，葛蘭特掉下船被杜埃吞噬。天秤達到平衡，史貝克特發現自己置身於雅盧。                                                                      |      |               |                          |                                                                                            |               |
| 6 |      |  | 穆罕默德·迪亞布          | 劇本創作 ：丹妮爾·伊曼＆傑瑞米·史列特 故事構思 ：傑瑞米·史列特和彼得·卡麥隆＆薩比爾·皮札達 | 2022年5月4日  |
| 塔威蕾告知蕾拉前往神廟釋放孔蘇以便讓史貝克特與葛蘭特復活。哈羅則從史貝克特的屍體身上取得了阿米特的提俑，然後前往神廟殺害了其他埃及眾神的化身並釋放阿米特。在冥界，史貝克特拒絕獨自留在雅盧中，返回杜埃試圖營救葛蘭特，在塔威蕾的幫助下，兩人成功透過歐西里斯之門逃離杜埃並復活。與阿米特交戰的孔蘇感應到了史貝克特的復活迅速讓其恢復神力，並承諾在任務結束後還給兩人自由。瀕死的塞利姆告知蕾拉再次封印阿米特的辦法：將阿米特封印到凡人的身軀並將其宿主殺死，蕾拉暫時成為塔威蕾的化身獲得神力。獲得阿米特神力的哈羅以及信徒前往開羅試圖審判世人，史貝克特、葛蘭特、蕾拉與孔蘇趕到與其交戰，一番交戰後史貝克特與葛蘭特不敵哈羅，此時史貝克特忽然斷片，再次恢復意識時發現哈羅以及其信徒都已被重傷。史貝克特與蕾拉將瀕死的哈羅帶至神廟，施咒將阿米特封印在哈羅體內。史貝克特拒絕孔蘇殺死哈羅的命令，隨後孔蘇便釋放了兩人。史貝克特與葛蘭特在精神世界中的療養院醒來，但拒絕承認此景象後回到了現實的新生活。而被囚禁於療養院的哈羅某日被史貝克特與葛蘭特的第三人格：傑克·洛克利帶走，其在孔蘇的命令下將哈羅處決。 |      |               |                          |                                                                                            |               |

## 製作

### 開發
2006年，漫威娛樂計劃在當年開播的電視劇《刀鋒戰士》第二季中引入「月光騎士」馬克·史貝克特。2006年9月，Spike決定不再製作《刀鋒戰士》第二季，漫威曾計劃開發以「月光騎士」馬克·史貝克特為主角的衍生影集。2006年10月，漫威影業確定聯合No Equal娛樂開發該影集。2008年，漫威聘請喬恩·庫克塞（Jon Cooksey）執筆劇本，此後該項目陷入開發地獄，未能繼續推進。2017年，《星際異攻隊系列電影》的導演詹姆斯·岡恩曾表示已經向漫威影業遞交了關於月光騎士的電影提案，但是他沒有時間推進該項目。2018年4月，漫威影業總裁凱文·費吉再次表示將會把月光騎士引入漫威電影宇宙中，但並不會很快與觀眾見面。
2019年8月，漫威影業在D23博覽會上正式宣佈將開發以「月光騎士」馬克·史貝克特為主角的電視劇。2019年11月，漫威確定由傑瑞米·史列特擔當影集的首席編劇兼執行製片人。2020年10月，穆罕默德·迪亞布確定執導其中四集，並擔當執行製片人。2021年1月，賈斯汀·班森和亞倫·穆赫德確定執導另外兩集。執行製片人還包括凱文·費吉、路易斯·德·埃斯波西托、維多利亞·阿隆索、布拉德·溫德博姆、主演奧斯卡·伊薩克以及葛蘭特·柯蒂斯。影集的每集時長為40至50分鐘。2021年2月，凱文·費吉表示包括《律師女浩克》和《月光騎士》在內的數部影集在敘事結構上與2021年影集《汪達幻視》有所不同，為後續開發更多季數預留足夠的空間，而《汪達幻視》的故事架構與後續電影有著緊密聯繫。2022年2月，主演奧斯卡·伊薩克證實《月光騎士》為一部限定影集。3月，導演穆罕默德·迪亞布稱當前不確定是否開發製作第二季。

### 劇本
麥可·卡斯特林（Michael Kastelein）、博·德梅悠（Beau DeMayo）、彼得·卡麥隆（Peter Cameron）、薩比爾·皮札達（Sabir Pirzada）、蕾貝卡·克希（Rebecca Kirsch）、馬修·歐頓（Matthew Orton）、丹妮爾·伊曼（Danielle Iman）和艾力克斯·梅尼漢（Alex Meenehan）為影集撰寫劇本，一名專業研究埃及墓葬的考古學家擔當創作顧問。凱文·費吉將劇中對埃及學的探索類比於，並透露影集的獨特之處包括展現主角馬克·史貝克特的精神問題。每集片尾呈現提示訊息，提醒觀眾可以在全國心理疾病聯盟官網上查詢附近的心理健康資源。影集的主體故事發生於漫威電影宇宙中的2025年:3。

### 選角

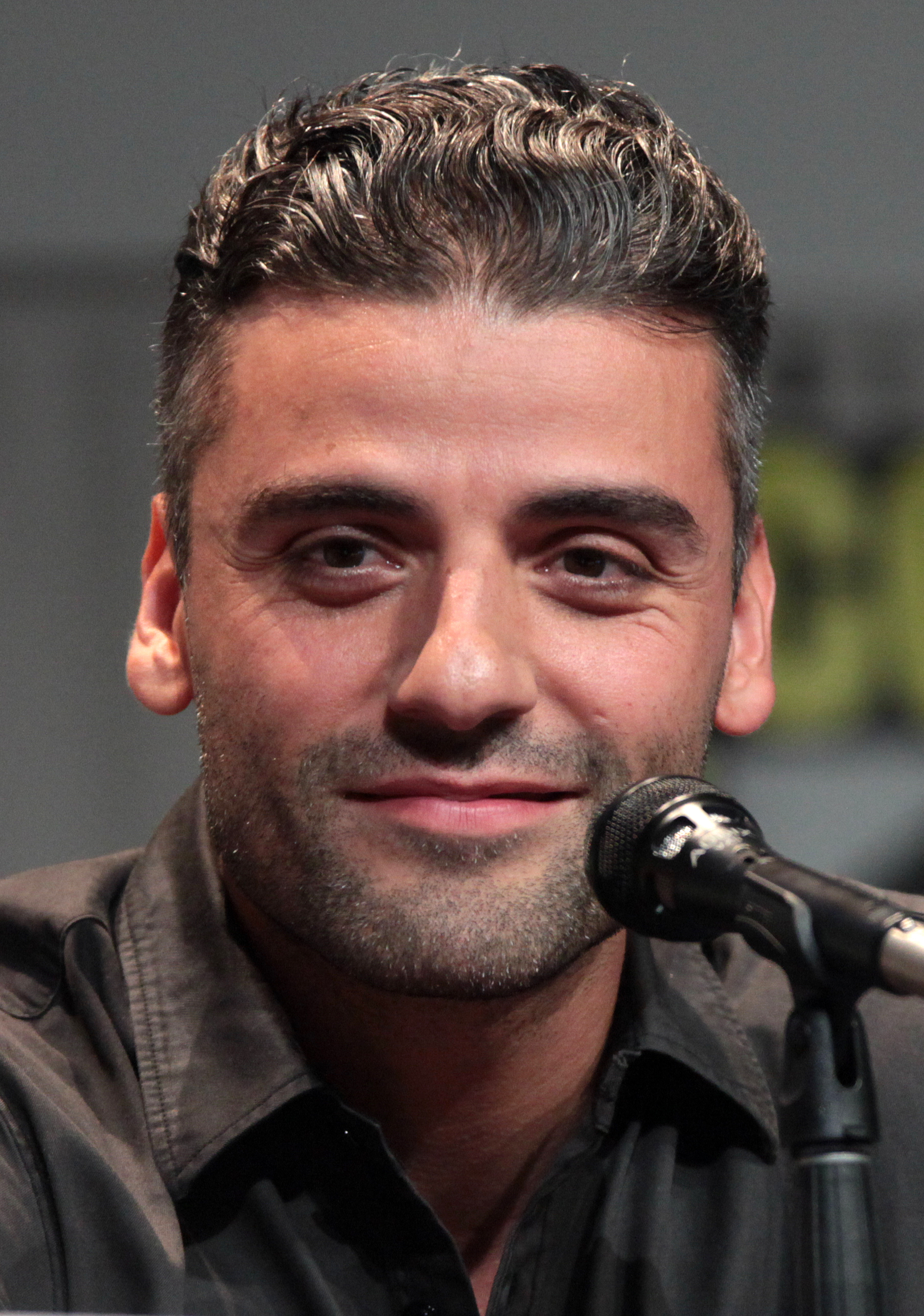
奧斯卡·伊薩克飾演主角「月光騎士」馬克·史貝克特

2020年10月，奧斯卡·伊薩克與漫威影業進入商談階段，有望領銜飾演「月光騎士」馬克·史貝克特。同年11月，《好萊塢報導》稱奧斯卡·伊薩克將出演影集。2021年1月，奧斯卡·伊薩克確認參演影集。2021年5月，漫威正式確定奧斯卡·伊薩克將飾演男主角「月光騎士」馬克·史貝克特。奧斯卡·伊薩克曾出演2021年電影《沙丘瀚戰》、2015-2019年的《星際大戰後傳三部曲》和2016年電影《X戰警：天啟》等多個跨媒體製作作品，《好萊塢報導》的撰稿人理查德·紐比（Richard Newby）認為漫威選擇知名演員出演影集，說明將Disney+系列影集與漫威電影宇宙的系列電影視為同等重要程度。伊薩克證實影集中史貝克特為猶太裔美國人。2021年1月，梅·卡拉美维確定出演「關鍵角色」蕾拉·埃富里，伊森·霍克出演主要反派角色亞瑟·哈羅。儘管漫威漫畫中已出現亞瑟·哈羅，伊森·霍克解釋稱《月光騎士》影集中的亞瑟·哈羅幾乎是原創角色:54。伊森·霍克得知奧斯卡·伊薩克和穆罕默德·迪亞布分別擔當影集的男主角和導演之後，決定參演影集，這些鮮為人知的角色為創作自由帶來便利。
2021年7月，加斯帕德·尤利爾確定飾演安東·莫加特。2022年1月19日，加斯帕德因滑雪意外傷重不治，《月光騎士》成為其遺作之一。2022年2月，F·莫瑞·亞伯拉罕確定聲演埃及月亮之神孔蘇，卡里姆·艾爾·哈基姆（Karim El Hakim）擔當該角色的形態演員:7。安·阿金吉林（Ann Akinjirin）和大衛·甘利（David Ganly）分別飾演警察搭檔芭比·甘迺迪（Bobbi Kennedy）和比利·費茲謝洛（Billy Fitzgerald），兩人是哈羅邪教的信徒。卡里德·阿布達拉飾演埃及神明歐西里斯的化身塞利姆（Selim）。安東尼婭·薩利布（Antonia Salib）飾演埃及女神塔威蕾。
2022年1月，預告片透露露西·薩克雷（Lucy Thackeray）飾演史蒂芬·葛蘭特的同事唐娜（Donna）。2022年3月，在影集開播之前，更多演員確定參演影集。雷·盧卡斯（Rey Lucas）飾演馬克·史貝克特的父親埃利亞斯·史貝克特（Elias Spector）。費爾南達·安德拉德飾演馬克·史貝克特的母親溫蒂·史貝克特（Wendy Spector）。莎芙蓉·霍金（Saffron Hocking）飾演葛蘭特的同事戴倫（Dylan）。肖恩·史考特飾演街頭藝術活雕像表演者卡勞利（Crawley）。亞歷山大·柯布（Alexander Cobb）飾演葛蘭特的同事。黛安娜·貝穆德斯（Díana Bermudez）飾演埃及音樂與愛的女神哈索爾的化身葉琪（Yatzil）。洛伊克·馬班扎飾演安東·莫加特的保鏢貝克（Bek）。索菲婭·達努（Sofia Danu）飾演埃及女神阿米特。
索菲亞·阿西爾（Sofia Asir）、艾哈邁德·達什（Ahmed Dash）、哈澤姆·伊哈布（Hazem Ehab）、阿姆爾·卡迪（Amr Al-Qadi）以及齊齊·達格（Zizi Dagher）參與演出。

### 設計
史黛芬妮雅·塞拉（Stefania Cella）擔當製作設計師，梅根·卡斯珀里克（Meghan Kasperlik）擔當服裝設計師。月光騎士的戰鬥服由盔甲和古埃及繃帶等元素構成，斗篷上有類似於埃及象形文字的符號。影集的片尾鏡頭由視覺效果特效公司製作。從首播集開始至季終集，每集片尾中的月相由新月逐漸演變成滿月。

### 拍攝
影集的原計劃於2020年11月16日開始為期26週的主體拍攝，因應2019冠狀病毒病疫情，主體拍攝推遲至2021年4月在匈牙利的布達佩斯開機，主演奧斯卡·伊薩克在完成迷你劇《婚姻場景》拍攝工作之後進組拍攝。穆罕默德·迪亞布、賈斯汀·班森和亞倫·穆赫德擔當導演，格雷戈里·米德爾頓和安德魯·德羅茲·巴勒莫擔當攝影指導。影集拍攝時的工作標題為「真誠」（Good Faith）。2021年4月，製作組在布達佩斯的美術博物館取景拍攝。5月初，劇組移至聖安德烈繼續拍攝。6月初，劇組在布達佩斯的馬達可廣場（Madách Square）拍攝夜間外景。
製作組還在斯洛維尼亞取景拍攝，在約旦的瓦地倫進行為期一週的拍攝。2021年10月，製作組完成在布達佩斯和約旦的拍攝作業，移至美國喬治亞州的亞特蘭大進行後續拍攝。主體拍攝於2021年10月14日殺青。製作組於2021年11月中旬完成後期補拍作業。

### 後期製作
塞德里克·奈恩-史密斯（Cedric Nairn-Smith）擔當第一集和第六集的剪輯師，瓊·索貝爾（Joan Sobel）擔當第二集和第五集的剪輯師，艾哈邁德·哈菲茲（Ahmed Hafez）擔當第三集和第四集的剪輯師，西恩·安德魯·法登擔當視覺特效主管:26–28。後期特效製作公司包括、維塔數碼和。

## 音樂
2022年3月，埃及作曲家赫舍姆·納齊確定為影集作曲，《月光騎士》是他參與的首部英語影集。當月月底，導演穆罕默德·迪亞布稱納齊創作的原聲音樂可以向全世界觀眾展示關於埃及的部分鮮為人知的當代藝術，打破人們對該國的某些刻板印象。片尾曲原聲帶〈月光騎士〉（"Moon Knight"）於2022年3月30日以單曲形式由漫威音樂和好萊塢唱片聯合發行。影集的音樂原聲帶於2022年4月27日發售。
| 《月光騎士》原聲帶 | 《月光騎士》原聲帶 | 《月光騎士》原聲帶 |
| 曲序               | 曲目               | 时长               |
| ------------------ | ------------------ | ------------------ |
| 1.                 |                    | 2:10               |
| 2.                 |                    | 1:36               |
| 3.                 |                    | 2:13               |
| 4.                 |                    | 2:09               |
| 5.                 |                    | 3:37               |
| 6.                 |                    | 2:13               |
| 7.                 |                    | 2:36               |
| 8.                 |                    | 2:48               |
| 9.                 |                    | 3:19               |
| 10.                |                    | 2:33               |
| 11.                |                    | 4:37               |
| 12.                |                    | 2:34               |
| 13.                |                    | 2:05               |
| 14.                |                    | 3:06               |
| 15.                |                    | 4:16               |
| 16.                |                    | 3:29               |
| 17.                |                    | 1:54               |
| 18.                |                    | 1:11               |
| 19.                |                    | 1:42               |
| 20.                |                    | 2:33               |
| 21.                |                    | 2:56               |
| 22.                |                    | 1:55               |
| 23.                |                    | 1:45               |
| 24.                |                    | 3:12               |
| 25.                |                    | 5:15               |
| 26.                |                    | 4:15               |
| 27.                |                    | 3:32               |
| 28.                |                    | 2:43               |
| 29.                |                    | 1:30               |
| 30.                |                    | 6:08               |
| 31.                |                    | 2:36               |
| 32.                |                    | 0:37               |
| 33.                |                    | 2:17               |
| 总时长：           | 总时长：           | 85:22              |

## 市場營銷
2021年11月12日，Disney+釋出影集前導預告短片。首支正式預告片於2022年1月17日在美國橄欖球聯盟2021-2022年度季後賽廣告期間播出。預告片上線後的24小時內，觀看次數達到7500萬，超過除《獵鷹與酷寒戰士》之外的其他的漫威影業製作的Disney+影集。2022年2月13日，另一支預告片在第五十六屆超級碗廣告期間播出。該預告片上線後的24小時內，在、和等社群媒體的總觀看次數達到9490萬。
2022年4月1日，漫威開始在「漫威必備」（Marvel Must Haves）一站式網路商店中出售與《月光騎士》相關的玩具、遊戲、書籍、服裝和家居裝飾等周邊產品，並於每集播出之後的週一上架新周邊產品。每集中隱藏的QR碼彩蛋可以連結至漫威漫畫官網相關頁面，免費在線閱讀一期月光騎士漫畫。

## 發行
2019年12月，凱文·費吉表示《月光騎士》原計劃於2020年後期製作完成。2020年4月，影集延後至2022年播出，共6集，每集時長為40至50分鐘。漫威於2022年3月16日在西班牙馬德里的電影國會大廈舉行特別放映會，2022年3月17日在英國倫敦的大英博物館舉行特別放映會，2022年3月22日在洛杉磯埃爾卡皮坦劇院舉行首映禮。
《月光騎士》於2022年3月30日首播，2022年5月4日完結，共6集。《月光騎士》屬於漫威電影宇宙第四階段。

## 迴響

### 評價
| 季數 | 季數 | 爛番茄           | Metacritic     |
| ---- | ---- | ---------------- | -------------- |
|      | 1    | 86%（240篇評論） | 69（27篇評論） |

《月光騎士》收到多數影評人的好評。根据評論匯總网站爛番茄汇总的240篇评论文章，86%的评论家给予该作正面评价，使之獲得「認證新鮮」標識，平均打分为7.65分（满分10分）。在Metacritic上，27位影評人共給予了69分的分數（滿分100分），這部電視劇獲得了「普遍好評」。

## 相關媒體

### 紀錄片特輯
2021年2月，迪士尼宣佈製作紀錄片影集《漫威影業：創作大本營》，包括漫威電影宇宙電影和影集項目的幕後製作花絮，並採訪主要演員和創意團隊。以影集《月光騎士》為主題的特輯於2022年5月11日播出。

## 未來計劃
2019年11月，凱文·費吉表示在影集中引入「月光騎士」馬克·史貝克特之後，該角色將出現於此後的漫威電影宇宙系列電影中。2022年3月，導演穆罕默德·迪亞布透露月光騎士將在未來10年中成為漫威電影宇宙的組成角色，並稱希望能夠看到以該角色為主角的電影。同月，《綜藝》稱主演奧斯卡·伊薩克尚未與漫威簽定在以後的影視項目中繼續出演該角色的合約。4月，導演迪亞布稱如果製作第二季，希望能夠在埃及取景拍攝。

## 備註
1. ↑  依照漫威電影宇宙電視劇播出次序。
2. ↑  依照漫威電影宇宙中故事發生的時間次序[1][2]，參見漫威电影宇宙#時間線。

## 資料來源
1. 1 2  Brail, Nathaniel. . ComicBook.com. 2022-03-31  [2022-03-31]. （原始内容存档于2022-03-31） （美国英语）.
2. 1 2  Albren, Matt. . Screen Rant. 2022-03-31  [2022-03-31]. （原始内容存档于2022-03-31） （美国英语）.
3. 1 2 3 4 5  Tapp, Tom. . Deadline Hollywood. 2022-01-17  [2022-01-17]. （原始内容存档于2022-01-18） （美国英语）.
4. ↑  Dinh, Christine. . Marvel Entertainment. 2019-11-13  [2019-11-14]. （原始内容存档于2019-11-14） （美国英语）.
5. 1 2 3 4 5  Truitt, Brian. . USA Today. 2022-03-10  [2022-03-10]. （原始内容存档于2022-03-10） （美国英语）.
6. 1 2  Reinstein, Mara. . emmy. Vol. XLII no. 12. 2020: 45. （原始内容存档于2020-12-20） （美国英语）.
7. 1 2 3 4  Travis, Ben. . Empire. 2022-02-12  [2022-02-12]. （原始内容存档于2022-02-12） （美国英语）.
8. 1 2  Boone, John. . Entertainment Tonight. 2020-12-10  [2020-12-12]. （原始内容存档于2020-12-11） （美国英语）.
9. 1 2  Hood, Cooper. . Screen Rant. 2022-04-28  [2022-04-29]. （原始内容存档于2022-05-06） （美国英语）.
10. ↑  Outlaw, Kofi. . ComicBook.com. 2022-03-10  [2022-03-10]. （原始内容存档于2022-03-10） （美国英语）.
11. 1 2 3 4 5   (PDF). Disney Media and Entertainment Distribution. 2022-03-16  [2022-03-27]. （原始内容存档 (PDF)于2022-03-25） （美国英语）.
12. ↑  Travis, Ben. . Empire. 2022-02-14  [2022-02-16]. （原始内容存档于2022-02-15） （美国英语）.
13. ↑  Travis, Ben. . Empire. 2022-02-14  [2022-02-16]. （原始内容存档于2022-02-14） （美国英语）.
14. ↑  Busch, Jenna. . /Film. 2022-03-21  [2022-03-23]. （原始内容存档于2022-03-23） （美国英语）.
15. ↑  Davids, Brian. . The Hollywood Reporter. 2022-03-23  [2022-04-09]. （原始内容存档于2022-04-08） （美国英语）.
16. 1 2 3 4  Weiss, Josh. . Syfy Wire. 2022-02-21  [2022-02-21]. （原始内容存档于2022-02-21） （美国英语）.
17. ↑  Buhlman, Jocelyn. . D23 (Disney). 2022-03-23  [2022-03-24]. （原始内容存档于2022-03-24） （美国英语）.
18. 1 2  Leston, Ryan. . IGN. 2022-02-15  [2022-02-15]. （原始内容存档于2022-02-15） （美国英语）.
19. 1 2  Ellen, Tom. De Semlyen, Nick , 编. . Empire. No. 399. April 2022: 48–55 （美国英语）.
20. 1 2  Vary, Adam B. . Variety. 2022-01-17  [2022-01-17]. （原始内容存档于2022-01-18） （美国英语）.
21. ↑  Parker, Ryan. . The Hollywood Reporter. 2021-08-13  [2021-08-13]. （原始内容存档于2021-11-25） （美国英语）.
22. ↑  Lawrence, Derek. . Entertainment Weekly. 2022-01-24  [2022-01-24]. （原始内容存档于2022-01-24） （美国英语）.
23. ↑  Collider Interviews. . 2022-03-23  [2022-03-25]. （原始内容存档于2022-04-23） –YouTube （美国英语）.
24. 1 2 3  White, Brett. . Decider. 2022-04-06  [2022-04-06]. （原始内容存档于2022-04-06） （美国英语）.
25. 1 2 3  Ritman, Alex. . The Hollywood Reporter. 2022-04-06  [2022-04-07]. （原始内容存档于2022-04-08） （美国英语）.
26. ↑  Mitovich, Matt Webb. . TVLine. 2022-03-29  [2022-03-29]. （原始内容存档于2022-03-29） （美国英语）.
27. ↑  Christine, Dinh. . Marvel.com. 2022-04-13  [2022-04-19]. （原始内容存档于2022-04-13） （美国英语）.
28. 1 2  Barnhardt, Adam. . ComicBook.com. 2022-03-22  [2022-03-23]. （原始内容存档于2022-03-23） （美国英语）.
29. 1 2  Johnson, Zach. . D23 (Disney). 2022-03-23  [2022-03-24]. （原始内容存档于2022-03-24） （美国英语）.
30. 1 2  Harp, Justin. . Digital Spy. 2022-03-23  [2022-03-23]. （原始内容存档于2022-03-24） （美国英语）.
31. 1 2  Glassman, Julia. . The Mary Sue. 2022-03-29  [2022-04-21]. （原始内容存档于2022-03-29） （美国英语）.
32. 1 2  Khan, Rabab. . Game Rant. 2022-01-19  [2022-01-19]. （原始内容存档于2022-01-19） （美国英语）.
33. 1 2  Thomas, Leah Marilla. . Vulture. 2022-03-30  [2022-03-30]. （原始内容存档于2022-03-30） （美国英语）.
34. 1 2  Albers, Caitlin. . Looper. 2022-03-30  [2022-04-06]. （原始内容存档于2022-04-02） （美国英语）.
35. 1 2  Gerber, Jamie. . /Film. 2022-03-30  [2022-03-30]. （原始内容存档于2022-03-30） （美国英语）.
36. 1 2 3  Brooke, David. . AIPT Comics. 2022-03-23  [2022-03-23]. （原始内容存档于2022-03-24） （美国英语）.
37. 1 2  Mohan, Monita. . Collider. 2022-04-21  [2022-04-22]. （原始内容存档于2022-04-21） （美国英语）.
38. 1 2  Weintraub, Steve [@colliderfrosty].  (推文). 2022-03-20  [2022-03-20]. （原始内容存档于2022-03-20） –Twitter （美国英语）.
39. 1 2  . Writers Guild of America West. 2022-02-23  [2022-02-23]. （原始内容存档于2022-02-23） （美国英语）.
40. 1 2  . The Futon Critic.   [2022-03-02] （美国英语）.
41. 1 2  . Variety. 2006-10-24  [2019-08-24]. （原始内容存档于2019-08-24） （美国英语）.
42. ↑  Brehmer, Nat. . Bloody Disgusting. 2020-01-16  [2020-08-20]. （原始内容存档于2020-01-17） （美国英语）.
43. ↑  Parrish, Robin. . Screen Rant. 2017-01-24  [2019-08-24]. （原始内容存档于2019-08-24） （美国英语）.
44. ↑  Hood, Cooper. . Screen Rant. 2017-01-04  [2019-05-10]. （原始内容存档于2019-05-06） （美国英语）.
45. ↑  Scott, Ryan. . MovieWeb. 2017-01-04  [2019-12-11]. （原始内容存档于2017-01-06） （美国英语）.
46. ↑  Hood, Cooper. . Screen Rant. 2019-08-23  [2019-08-24]. （原始内容存档于2019-08-24） （美国英语）.
47. ↑  Couch, Aaron. . The Hollywood Reporter. 2019-08-23  [2019-08-23]. （原始内容存档于2019-08-23） （美国英语）.
48. ↑  Dominguez, Noah. . Comic Book Resources. 2019-08-23  [2019-08-24]. （原始内容存档于2019-08-24） （美国英语）.
49. ↑  Kit, Borys; Goldberg, Lesley. . The Hollywood Reporter. 2019-11-08  [2019-11-08]. （原始内容存档于2019-11-08） （美国英语）.
50. ↑  Kroll, Justin. . Deadline Hollywood. 2020-10-26  [2020-10-26]. （原始内容存档于2020-10-26） （美国英语）.
51. 1 2  Andreeva, Nellie; Kroll, Justin. . Deadline Hollywood. 2020-10-27  [2020-10-27]. （原始内容存档于2020-10-27） （美国英语）.
52. 1 2 3 4  Ritman, Alex. . The Hollywood Reporter. 2021-09-03  [2021-09-03]. （原始内容存档于2021-09-03） （美国英语）.
53. 1 2 3  Kit, Borys. . The Hollywood Reporter. 2021-01-08  [2021-01-08]. （原始内容存档于2021-01-08） （美国英语）.
54. ↑   (PDF). Disney Media and Entertainment Distribution. 2021-07-30  [2021-08-01]. （原始内容存档 (PDF)于2021-08-01） （美国英语）.
55. ↑  Davis, Clayton. . Variety Awards Circuit (). 2021-10-14.  事件发生在 50:12  [2021-10-15]. （原始内容存档于2021-10-29） –Spotify （美国英语）.
56. ↑   (PDF). Disney Media and Entertainment Distribution.   [2022-03-11]. （原始内容存档 (PDF)于2022-03-11） （美国英语）.
57. 1 2 3  Goldberg, Matt. . Collider. 2021-01-11  [2021-01-11]. （原始内容存档于2021-01-11） （美国英语）.
58. ↑  Kim, Matt T.M. . IGN. 2021-02-24  [2021-02-24]. （原始内容存档于2021-02-24） （美国英语）.
59. ↑  Vary, Adam B. . Variety. 2022-02-03  [2022-02-03]. （原始内容存档于2022-02-03） （美国英语）.
60. 1 2  Hickson, Colin. . Comic Book Resources. 2022-03-25  [2022-03-26]. （原始内容存档于2022-03-26） （美国英语）.
61. ↑  Schmidt, JK. . ComicBook.com. 2020-01-23  [2020-01-24]. （原始内容存档于2020-01-24） （美国英语）.
62. ↑  Iman, Danielle [@iamdanielleiman]. . 2020-04-16  [2021-05-20] –Instagram （美国英语）.
63. ↑  . Voyage LA Magazine. 2020-08-24  [2021-05-20]. （原始内容存档于2021-05-23） （美国英语）.
64. ↑  Liu, Narayan. . Comic Book Resources. 2020-09-19  [2021-05-20]. （原始内容存档于2020-09-19） （美国英语）.
65. ↑  Keane, Sean. . CNET. 2022-04-05  [2022-04-12]. （原始内容存档于2022-04-12） （美国英语）.
66. ↑  Otterson, Joe. . Variety. 2020-10-26  [2020-10-26]. （原始内容存档于2020-10-26） （美国英语）.
67. 1 2 3  Fisher, Jacob. . Discussing Film. 2020-11-11  [2020-11-12]. （原始内容存档于2020-11-12） （美国英语）.
68. ↑  Kit, Borys; Couch, Aaron. . The Hollywood Reporter. 2020-11-20  [2020-11-20]. （原始内容存档于2020-11-20） （美国英语）.
69. 1 2  Schaefer, Sandy. . Comic Book Resources. 2021-01-07  [2021-01-07]. （原始内容存档于2021-01-07） （美国英语）.
70. ↑  Vary, Adam B. . Variety. 2021-05-27  [2021-05-28]. （原始内容存档于2021-05-28） （美国英语）.
71. ↑  Newby, Richard. . The Hollywood Reporter. 2020-10-26  [2020-10-27]. （原始内容存档于2020-10-27） （美国英语）.
72. ↑  Kit, Borys. . The Hollywood Reporter. 2021-01-13  [2021-01-13]. （原始内容存档于2021-01-13） （美国英语）.
73. ↑  Kit, Borys. . The Hollywood Reporter. 2021-01-15  [2021-01-15]. （原始内容存档于2021-01-15） （美国英语）.
74. ↑  Liu, Narayan. . Comic Book Resources. 2022-01-17  [2022-01-17]. （原始内容存档于2022-01-18） （美国英语）.
75. ↑  Whitbrook, James; Jackson, Gordon. . io9. 2021-02-22  [2021-02-24]. （原始内容存档于2021-02-24） （美国英语）.
76. ↑  Ryan, Danielle. . /Film. 2022-01-17  [2022-01-17]. （原始内容存档于2022-01-18） （美国英语）.
77. ↑  Smith, Candace Cordelia. . Bustle. 2021-11-13  [2021-12-23]. （原始内容存档于2021-09-30） （美国英语）.
78. ↑  White, Brett. . Decider（英语：Decider (website)）. 2021-11-12  [2021-12-23]. （原始内容存档于2021-11-12） （美国英语）.
79. ↑  Keslassy, Elsa. . Variety. 2022-01-19  [2022-01-19]. （原始内容存档于2022-01-19） （美国英语）.
80. ↑  Barnhardt, Adam. . ComicBook.com. 2022-01-17  [2022-01-17]. （原始内容存档于2022-01-18） （美国英语）.
81. ↑  Fox, Ethan. . Screen Rant. 2021-10-15  [2021-12-23]. （原始内容存档于2021-10-16） （美国英语）.
82. 1 2  Lyus, Jon. . HeyUGuys.com. 2022-03-17  [2022-03-17]. （原始内容存档于2022-03-18） （美国英语）.
83. 1 2  Hathout, Ahmed.  [Mohamed Diab to "Fi Al Fan": I refused to direct a Tom Hanks movie... and the permits are the reason for filming Moon Knight outside Egypt]. Filfan.com. 2022-03-18  [2022-03-18]. （原始内容存档于2022-03-18） （阿拉伯语）.
84. ↑  . marcotorresin.com. 2021-09-21  [2022-01-18]. （原始内容存档于2021-12-29） （美国英语）.
85. ↑  Abrams, Bryan. . Motion Picture Association. 2021-09-02  [2022-01-18]. （原始内容存档于2021-09-02） （美国英语）.
86. ↑  Perception [@exp_perception].  (推文). 2022-03-30  [2022-04-18]. （原始内容存档于2022-03-30） –Twitter （美国英语）.
87. ↑  West, Amy. . GamesRadar+. 2022-04-14  [2022-04-18]. （原始内容存档于2022-04-19） （美国英语）.
88. 1 2  Schmidt, JK. . Comicbook.com. 2020-04-16  [2021-01-20]. （原始内容存档于2020-04-28） （美国英语）.
89. ↑  LaBonte, Rachel. . Screen Rant. 2020-11-22  [2021-01-20]. （原始内容存档于2020-11-22） （美国英语）.
90. ↑  . The Budapest Reporter. 2021-03-30  [2021-04-01]. （原始内容存档于2021-03-30） （美国英语）.
91. ↑  Lawrence, Gregory. . Collider. 2021-02-24  [2021-02-25]. （原始内容存档于2021-02-25） （美国英语）.
92. ↑   (PDF). Worldwide Production Agency.   [2022-03-17]. （原始内容存档 (PDF)于2022-03-18） （美国英语）.
93. ↑  . Production Weekly. 2020-10-28  [2020-11-11]. （原始内容存档于2020-11-01） （美国英语）.
94. ↑  Burlingame, Russ. . ComicBook.com. 2021-04-30  [2021-04-30]. （原始内容存档于2021-04-30） （美国英语）.
95. ↑  Goretity, Dániel. . The Budapest Reporter. 2021-05-05  [2021-05-05]. （原始内容存档于2021-05-05） （美国英语）.
96. ↑  Goretity, Dániel. . The Budapest Reporter. 2021-06-02  [2021-07-23]. （原始内容存档于2021-06-02） （美国英语）.
97. ↑  Collider Interviews. .  事件发生在 5:38. 2022-03-28  [2022-03-28]. （原始内容存档于2022-04-09） –YouTube （美国英语）.
98. 1 2  Barnhardt, Adam. . ComicBook.com. 2021-10-03  [2021-10-05]. （原始内容存档于2021-10-03） （美国英语）.
99. ↑  . Production List. 2021-01-25  [2021-02-01]. （原始内容存档于2021-01-29） （美国英语）.
100. ↑  Davis, Clayton. . Variety. 2021-10-14  [2021-10-14]. （原始内容存档于2021-10-14） （美国英语）.
101. ↑  Kit, Borys; Couch, Aaron. . The Hollywood Reporter. 2021-11-12  [2021-11-12]. （原始内容存档于2021-11-13） （美国英语）.
102. ↑  Essam, Angy. . Egypt Today. 2022-01-18  [2022-01-20]. （原始内容存档于2022-01-19） （美国英语）.
103. ↑  Frei, Vincent. . Art of VFX. 2022-03-11  [2022-04-01]. （原始内容存档于2022-04-01） （美国英语）.
104. ↑  . Film Music Reporter. 2022-03-07  [2022-03-07]. （原始内容存档于2022-03-07） （美国英语）.
105. ↑  Leston, Ryan. . IGN. 2022-03-26  [2022-03-26]. （原始内容存档于2022-03-26） （美国英语）.
106. ↑  . Film Music Reporter. 2022-03-30  [2022-03-30]. （原始内容存档于2022-03-30） （美国英语）.
107. 1 2  . Film Music Reporter. 2022-04-25  [2022-04-26]. （原始内容存档于2022-04-25） （美国英语）.
108. 1 2  Hipes, Patrick. . Deadline Hollywood. 2021-11-12  [2021-11-12]. （原始内容存档于2021-11-12） （美国英语）.
109. ↑  D'Alessandro, Anthony. . Deadline Hollywood. 2021-11-12  [2021-11-12]. （原始内容存档于2021-11-13） （美国英语）.
110. ↑  Perine, Aaron. . ComicBook.com. 2022-01-15  [2022-01-15]. （原始内容存档于2022-01-15） （美国英语）.
111. ↑  Whitbrook, James. . Gizmodo. 2022-01-17  [2022-01-17]. （原始内容存档于2022-01-18） （美国英语）.
112. ↑  Couch, Aaron; Kit, Borys. . The Hollywood Reporter. 2022-01-21  [2022-01-21]. （原始内容存档于2022-01-22） （美国英语）.
113. ↑  Gajewski, Ryan. . The Hollywood Reporter. 2022-02-13  [2022-02-13]. （原始内容存档于2022-02-14） （美国英语）.
114. ↑  D'Alessandro, Anthony. . Deadline Hollywood. 2022-02-16  [2022-02-17]. （原始内容存档于2022-02-17） （美国英语）.
115. ↑  Paige, Rachel. . Marvel.com. 2022-04-01  [2022-04-01]. （原始内容存档于2022-04-01） （美国英语）.
116. ↑  Russell, Bradley. . Total Film. GamesRadar+. 2022-04-06  [2022-04-06]. （原始内容存档于2022-04-06） （美国英语）.
117. ↑  Fowler, Matt. . IGN. 2019-12-08  [2019-12-11]. （原始内容存档于2019-12-08） （美国英语）.
118. ↑  Vary, Adam B. . Variety. 2020-12-23  [2021-01-11]. （原始内容存档于2021-01-11） （美国英语）.
119. ↑  Marvel Studios [@MarvelStudios].  (推文). 2022-03-16  [2022-03-16]. （原始内容存档于2022-03-16） –Twitter （美国英语）.
120. ↑  Brail, Nathaniel. . ComicBook.com. 2022-03-22  [2022-03-23]. （原始内容存档于2022-03-23） （美国英语）.
121. ↑  Couch, Aaron; Kit, Borys. . The Hollywood Reporter. 2019-07-20  [2019-07-20]. （原始内容存档于2019-07-20） （美国英语）.
122. 1 2  . Rotten Tomatoes. Fandango Media.   [2023-05-09] （美国英语）.
123. 1 2  . Metacritic. Red Ventures.   [2025-06-20] （美国英语）.
124. ↑  Paige, Rachel. . Marvel.com. 2021-02-16  [2021-02-16]. （原始内容存档于2021-02-16） （美国英语）.
125. ↑  Olson, Savannah. . The A.V. Club. 2022-04-20  [2022-04-21]. （原始内容存档于2022-04-20） （美国英语）.
126. ↑  Couch, Aaron. . The Hollywood Reporter. 2019-11-10  [2019-11-10]. （原始内容存档于2019-11-11） （美国英语）.
127. ↑  Vary, Adam B. . Variety. 2022-03-30  [2022-03-31]. （原始内容存档于2022-03-31） （美国英语）.

## 外部連結
- 官方网站
- 互联网电影数据库（IMDb）上《月光騎士》的资料（英文）
- 在Disney+上觀看《月光騎士》
- 豆瓣电影上《月光騎士》的資料 （简体中文）